# متنزه ستلفيو الوطني

متنزه ستلفيو الوطني هو متنزه وطني يقع شمال شرق إيطاليا، تأسس المتنزه في عام 1935.